# Bitwa o Synaj (1948)
Bitwa o Synaj – bitwa stoczona pomiędzy Siłami Obronnymi Izraela, a siłami  zbrojnymi Egiptu o północno-wschodnią część półwyspu Synaj w rejonie miasta Al-Arisz. Do bitwy doszło podczas I wojny izraelsko-arabskiej w dniach 28 grudnia 1948-2 stycznia 1949. Bitwa stanowiła część operacji Horew. Jej celem było okrążenie egipskiego korpusu ekspedycyjnego w obszarze Strefy Gazy i doprowadzenie do podpisania korzystnego porozumienia kończącego wojnę. Jednak wkroczenie izraelskich wojsk na półwysep Synaj wywołało ostrą reakcję międzynarodową, która zmusiła ich do wycofania się z zajętych pozycji.

## Tło wydarzeń
Gdy wybuchła I wojna izraelsko-arabska w maju 1948 większą część pustyni Negew zajęły wojska egipskie. Dopiero jesienią Izraelczycy przeprowadzili operację Jo’aw i przejęli inicjatywę na Negewie. W jej rezultacie zajęli strategiczne miasto Beer Szewa i zepchnęli główne siły egipskie do obszaru Strefy Gazy. W dniu 1 grudnia 1948 w Ammanie odbyła się pierwsza w historii konferencja zatytułowana „Jerycho”, w której udział wzięło około 3 tys. delegatów z terytoriów Palestyny pozostających pod kontrolą wojsk jordańskich. Postanowili oni, że „Palestyna będzie częścią jednego Królestwa Haszymidzkiego i przysięgają wierność Jej Królewskiej Mości Królowi Abdullah bin al-Husajnowi”.
Decyzja ta była wyrazem ambitnych planów króla Abdullaha, który zamierzał podporządkować sobie Zachodni Brzeg ze Wschodnią Jerozolimą. Wywołało to jednak silne sprzeciwy pozostałych państw arabskich, z których najgłośniejszy sprzeciw wniósł Egipt. Starając się uspokoić emocje, król Abdullah wysłał do Egiptu swojego ministra z listem, w którym wyjaśniał, że decyzja Konferencji „Jerycho” była wyrazem opinii ludności Palestyny, z których 700 tys. jest uchodźcami. Abdullah wysłuchał ich prośby, i jak twierdził w tym liście, wysłuchał i wziął ich pod swoją opiekę. W odpowiedzi, egipski minister Nugruszi Pasza napisał, że Egipt zawsze stał na stanowisku, że armie arabskie wkroczyły do Palestyny aby ratować naród arabski, a następnie utworzyć państwo z własnymi rozwiązaniami politycznymi, będącymi odzwierciedleniem poglądów i przekonań palestyńskich Arabów. W liście tym podkreślił, że Egipt zawsze przestrzegał zasady, że Palestyna jest dla swojego narodu i ma nadzieję, że decyzja jordańskiego króla nie sprzeciwi się tym poglądom. Dodatkowo, król Faruk I wezwał przywódców innych państw arabskich, aby rozpoczęli współpracę przeciwdziałając planom Abdullaha o narzuceniu haszymidzkiej dominacji w regionie. Wszystkie te działania potwierdzały rosnącą różnicę poglądów pomiędzy Egiptem a Transjordanią. Zwróciła na to uwagę Wielka Brytania, która potrzebowała współpracy pomiędzy tymi obydwoma państwami, aby utrzymać swoje interesy na Bliskim i Środkowym Wschodzie. Dlatego brytyjski minister spraw zagranicznych Ernest Bevin przedstawił plan podziału pozostałych po Palestynie terytoriów pomiędzy Egipt i Transjordanię. W ten sposób król Abdullah otrzymałby Zachodni Brzeg ze Wschodnią Jerozolimą, natomiast król Faruk otrzymałby część pustyni Negew ze Strefą Gazy. Propozycja ta wymagała jednak niezwykłej delikatności względem państwa żydowskiego, dlatego Brytyjczycy usilnie nakłaniali Abdullaha by kontynuował negocjacje z Izraelem.
Izraelskie dowództwo zdawało sobie sprawę, że zbliża się koniec wojny. Dlatego strategiczną koniecznością wydawało się poszukiwanie jak najszybszych rozwiązań na Negewie, tak aby przeszkodzić zatrzymaniu tych terenów przez Egipt. Dodatkową trudnością dla Izraela była konieczność utrzymywania dużej armii w ciągłej gotowości bojowej. Nowo utworzone państwo żydowskie miało bardzo ograniczone możliwości finansowe, a koszty utrzymywania ponad 100 tys. żołnierzy bardzo ciążyły na całej gospodarce. Z tych powodów, Dawid Ben Gurion był gotowy zaryzykować wzrost międzynarodowego niezadowolenia, niż przedłużać obecny impas na froncie południowym. Sztab Generalny przystąpił więc do opracowywania planu operacji Horew (22 grudnia 1948 – 7 stycznia 1949), której celem było usunięcie wojsk egipskich z Negewu. Plan zakładał, że najsilniejsze egipskie umocnienia znajdują się w obszarze nadmorskiej Strefy Gazy, dlatego zrezygnowano z podejmowania wyczerpujących i zapewne bardzo krwawych walk w tym rejonie. Zamierzano przeprowadzić śmiały manewr oskrzydlający, aby przeciąć linie zaopatrzeniowe pomiędzy Rafah a Al-Arisz. Wojska egipskie w Strefie Gazy zostałyby okrążone, a izraelskie kolumny miałyby otwartą drogę do Kanału Sueskiego. Zakładano, że taka sytuacja zmusi egipski rząd do rozmów pokojowych i przyjęcia korzystnych warunków porozumienia kończącego wojnę. Szef Południowego Dowództwa generał Jigal Allon planował przy tym wkroczyć na półwysep Synaj i zająć portowe miasto Arisz, w którym znajdowały się główne magazyny zaopatrzeniowe egipskiego korpusu ekspedycyjnego. W pierwszym etapie operacji Horew doszło do bitwy o Bir Tamila (25-26 grudnia) i bitwy o Audżę (26-27 grudnia), dzięki którym Izraelczycy zdobyli Audża al-Hafir i otworzyli dla swoich zmechanizowanych kolumn otwartą drogę na półwysep Synaj.

## Układ sił

### Siły arabskie
Linię graniczną od Rafah po Audża al-Hafir obsadziły dwa bataliony piechoty z 1 Brygady, pod dowództwem Fouada Hosni. W obszarze pomiędzy Audża al-Hafir a Bir 'Asluj, na południe od Beer Szewy pozycje zajął batalion piechoty, którego poszczególne kompanie zajęły samodzielne punkty obronne położone wzdłuż całej drogi. W przypadku izraelskiego ataku nie planowano podejmowania żadnych kontrataków lub udzielania pomocy, pozostawiając izolowane punkty oporu same sobie. Znajdująca się z tyłu strategiczna droga łącząca miasto Arisz z Audża al-Hafir była ochraniana przez wzmocniony batalion, stanowiący jednocześnie odwód. Dodatkowo, w rejonie miasta Arisz znajdował się batalion rezerwowy i jednostka artylerii przeciwlotniczej pod dowództwem Abdulhamida Badran.
Na krótko przed rozpoczęciem izraelskiej ofensywy, Egipcjanie przenieśli z tego odcinka do Strefy Gazy dwa bataliony piechoty. Wynikało to z faktu, że egipskie dowództwo spodziewało się izraelskiego natarcia bezpośrednio na Strefę Gazy. Nie świadomie osłabiono w ten sposób obronę odcinka, który w rzeczywistości stał się celem izraelskiej ofensywy. Położenie egipskich sił dodatkowo pogorszyło rozpoczęcie izraelskiej operacji, w wyniku której prawie całkowicie został rozbity tutejszy batalion piechoty. Drogą z Audża al-Hafir w kierunku na Abu Ageila uciekali liczni egipscy żołnierze. Wielu z nich było tak zdemoralizowanych, że bez walki poddawali się Izraelczykom, aby tylko otrzymać pożywienie i schronienie przed zimnem. Całe wschodnie skrzydło egipskiej armii rozpadło się.

### Siły żydowskie
Do przeprowadzenia natarcia na półwysep Synaj wyznaczono 7 i 9 Batalion z Brygady Negew oraz 82 Batalion pancerny z 8 Brygady Pancernej. Zadanie obsadzenia zajętego strategicznego skrzyżowania Abu Ageila oraz bronienia drogi od Auja do Arisz otrzymały jednostki Brygady Harel.

## Przebieg operacji

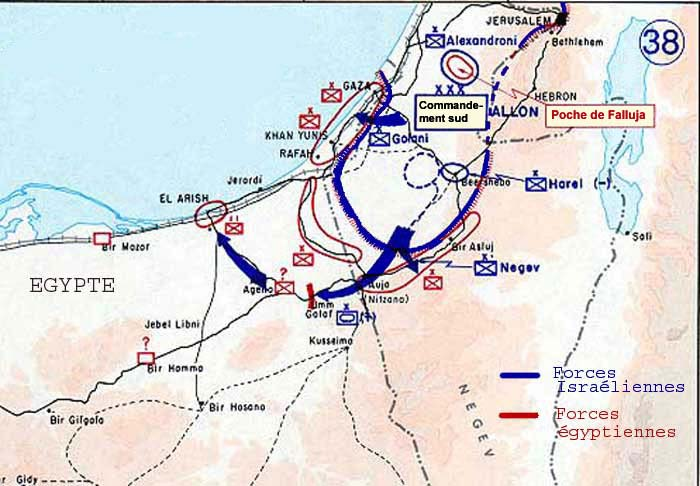
Przebieg operacji Horew

### Działania dywersyjne
Rozpoczęcie głównego natarcia w głąb półwyspu Synaj zostało poprzedzone działaniami dywersyjnymi niewielkiej operacji Hathala (hebr. מִבְצָע הַתְחָלָה, Miwca Hatḥala). W nocy z 26 na 27 grudnia 1948 dwie izraelskie łodzie patrolowe INS „Sa’ar” i INS „Palmach” przewiozły grupę komandosów, którzy wylądowali na plaży pomiędzy Arisz a Rafah. Podłożyli oni bomby na przebiegającej wzdłuż brzegu linii kolejowej, po czym bezpiecznie powrócili na pokłady oczekujących na nich łodzi.

### Bitwa o Umm Katef
Siły uderzeniowe wkroczyły na teren półwyspu Synaj o godzinie 14:00 w dniu 28 grudnia 1948. Natarcie prowadzono wzdłuż strategicznej drogi prowadzącej z Beer Szewy poprzez Auja do skrzyżowania Abu Ageila. W awangardzie ugrupowania szedł 9 Batalion piechoty wraz z dowództwem. Jego wsparcie stanowił 82 Batalion pancerny, a siły odwodowe składały się z 7 Batalionu piechoty. Krótko po przekroczeniu granicy, izraelskie samoloty omyłkowo zaatakowały własną kolumnę. W ataku zginął jeden żołnierz, a jeden został ranny. Pomyłka wynikała głównie z faktu braku samolotów rozpoznawczych i braku informacji o położeniu własnych wojsk, w wyniku czego piloci uznali kolumnę pojazdów za egipskie posiłki. W konsekwencji tego zdarzenia, Izraelczycy zaczęli wywieszać na pojazdach duże flagi wzorowane na sztandarze wojskowym Brygady Żydowskiej.
Około godziny 16:30 siły uderzeniowe natknęły się na pierwsze linie obronne Egipcjan. W rejonie skrzyżowania Umm Katef (z widokiem na skrzyżowanie Abu Ageila) okopał się wzmocniony batalion piechoty, wspierany kilkoma armatami przeciwpancernymi. 9 Batalion podjął próbę przełamania egipskiej obrony z marszu, jednak żołnierze utknęli w piaszczystych wydmach przygnieceni ogniem. W nocy artyleria rozpoczęła ostrzał rejonu Umm Katef, a 7 Batalion przeprowadził manewr oskrzydlający zmuszając Egipcjan do wycofania się do Abu Ageila. Na opuszczonych pozycjach zdobyto dziesięć samochodów, trzy grantaniki przeciwpancerne PIAT i pewną ilość innej broni. Rankiem 29 grudnia, 7 Batalion zaatakował i prawie bez walki zajął skrzyżowanie i most Abu Ageila. Większość Egipcjan uciekła drogą w kierunku miasta Arisz, a kilkuset poddało się.
Zadanie ochrony skrzyżowania Abu Ageila otrzymał 7 Batalion, podczas gdy pozostałe siły wykręciły na północ i kontynuowały natarcie w stronę Arisz. Tymczasem na półwysep Synaj wkroczyły jednostki Brygady Harel, które miały jak najszybciej dotrzeć do Abu Ageila.

### Rajd na al-Arisz
Około godziny 15:00 w dniu 29 grudnia, 9 Batalion piechoty prawie bez walki zajął pas startowy Bir Lahfan, w odległości około 15 km na południe od Arisz. Zdobyto tutaj cztery egipskie samoloty. Natomiast 82 Batalion pancerny natarł na położoną 2 km dalej wieś Bir Lahfan. Broniący tych pozycji zdemoralizowany egipski batalion piechoty, niemal natychmiast wycofał się w stronę Arisz. Wzięto tutaj do niewoli dowódcę batalionu (był to najwyższy rangą egipski oficer wzięty do niewoli podczas wojny). Na lotnisku Bir Lahfan doszło do kolejnego pomyłkowego ostrzelania izraelskich żołnierzy przez własne samoloty, których piloci nie wiedzieli o szybkich postępach własnych wojsk lądowych. W wyniku tej pomyłki zginęło kilkudziesięciu żołnierzy. Była to najtragiczniejsza pomyłka izraelskich sił powietrznych na tej wojnie. Po zabezpieczeniu zajętych pozycji, grupa uderzeniowa kontynuowała natarcie, docierając wieczorem do lotniska Arisz, położonego w odległości 8 km na południe od miasta Arisz. Dopiero tutaj Jigal Allon pozwolił swoim oddziałom zatrzymać się w celu odpoczęcia i podciągnięcia zapasów.
Tymczasem, siły strzegące strategiczne skrzyżowanie Abu Ageila, wykorzystały czas na działania dywersyjne prowadzone w głębi półwyspu Synaj. Trzy plutony z 7 Batalionu przeprowadziły rajd wzdłuż drogi prowadzącej na południowy zachód, atakując lotnisko Bir el-Hama. Napotkano tutaj na silny opór, więc zniszczono trzy egipskie samoloty i pośpiesznie wycofano się. Wieczorem 29 grudnia, Jigal Allon polecił przegrupowanie oddziałów i przygotowanie się do szturmu na Arisz. Natomiast samemu wsiadł w samolot i poleciał do Tel Awiwu na spotkanie z Jigaelem Jadinem aby przekonać go do planu zdobycia Arisz. Naczelne dowództwo nie było na bieżąco informowane o postępach wojsk na południowym froncie, i było zaskoczone o zajęciu lotniska na przedmieściach Arisz. Obawiając się międzynarodowej reakcji, Jadin rozkazał natychmiastowe wstrzymanie wszystkich działań ofensywnych i wycofanie oddziałów z Egiptu.
Jigal Allon spotkał się następnego dnia z Dawidem Ben Gurionem. W rozmowie uczestniczył Szef Sztabu Generalnego gen. Ja’akow Dori oraz jego zastępca, gen. Jigael Jadin. Ostatecznie zezwolono utrzymać zajęte pozycje na przedmieściach Arisz, zakazano jednak zajmowania samego miasta. Zezwolono także na przeprowadzenie działań dywersyjnych na Synaju, natomiast do dalszej realizacji operacji Horew polecono przygotować bezpośredni atak na Rafah i Strefę Gazy. Zastrzeżono przy tym, iż w przypadku brytyjskiej interwencji, izraelskie oddziały będą musiały natychmiast wycofać się z Synaju.
Izraelski rajd na Arisz stanowił olbrzymie zagrożenie dla egipskich linii zaopatrzeniowych. Egipskie dowództwo zdawało sobie sprawę, że nie będzie w stanie obronić miasta przed nacierającymi Izraelczykami i cały korpus ekspedycyjny zostanie odcięty w Strefie Gazy. Z tego powodu, egipscy dyplomaci natychmiast wnieśli skargę do Rady Bezpieczeństwa ONZ, która 29 grudnia 1948 przyjęła rezolucję RB nr 66. Wzywała ona do natychmiastowego wstrzymania walk i wycofania wojsk na wcześniej zajmowane pozycje. Jeszcze ostrzejsza była natomiast reakcja Wielkiej Brytanii, która poinformowała Stany Zjednoczone, że jeśli Izraelczycy nie wycofają swoich wojsk z Syanju, wówczas Brytyjczycy będą zmuszeni wywiązać się z angielsko-egipskiego paktu z 1936. Informację tę przekazał izraelskiemu ministrowi spraw zagranicznych Mosze Szaretowi amerykański dyplomata James Macdonald. Dawid Ben Gurion nie chciał ryzykować możliwością brytyjskiej interwencji zbrojnej, i nakazał 30 grudnia rozpoczęcie operacji wycofywania wojsk z Synaju. Następnego dnia izraelskie oddziały wycofały się z rejonu Arisz do skrzyżowania Abu Ageila.
31 grudnia przeprowadzono dużą operację dywwersyjną z Auja. Pustynnymi drogami w głąb półwyspu Synaj zagłębiły się oddziały 4 Batalionu z Brygady Harel. Błyskawicznym atakiem zajęto wieś al-Kusajma, biorąc kilkudziesięciu jeńców. Równocześnie pluton z 10 Batalionu Brygady Negew przeprowadził rajd z Auja na lotnisko Bir el-Hassana, położone na południowy zachód od al-Kusajma. Atak zakończył się zniszczeniem trzech samolotów i wzięciem 200 jeńców (inne źródła podają 500 jeńców). Ostateczne wycofanie wojsk z Synaju zakończono 2 stycznia 1949.

## Reakcje i następstwa
Operacja zakończyła się niepowodzeniem Izraelczyków. Dobrze przeprowadzony atak nie został uwieńczony sukcesem, którym miało być zdobycie portowego miasta Arisz. Bez jego zdobycia, całość izraelskich działań nie miała większego znaczenia dla egipskiego potencjału militarnego. Egipcjanie bardzo szybko zajęli opuszczone lotniska, i wznowili działania swoich sił powietrznych w rejonie walk nad Strefą Gazy i pustynią Negew.